# شولانی
شولانی (به لاتین: Shulani) یک منطقهٔ مسکونی در روسیه است که در داغستان واقع شده‌است.